# Wyścig Rosji WTCC 2013
Wyścig Rosji WTCC 2013 – szósta runda World Touring Car Championship w sezonie 2013 i pierwszy w historii Wyścig Rosji. Rozegrał się on w dniach 7-9 czerwca 2013 na torze Moscow Raceway w miejscowości Wołokołamsk w Rosji. W pierwszym wyścigu zwyciężył Yvan Muller z zespołu RML, a w drugim Michel Nykjær z Nika Racing.

## Lista startowa
| Nr | Kierowca           | Zespół                               | Samochód             | Klasa |
| -- | ------------------ | ------------------------------------ | -------------------- | ----- |
| 1  | Robert Huff        | ALL-INKL.COM Münnich Motorsport      | SEAT León WTCC       |       |
| 3  | Gabriele Tarquini  | Castrol Honda World Touring Car Team | Honda Civic WTCC     | M     |
| 5  | Norbert Michelisz  | Zengő Motorsport                     | Honda Civic WTCC     | M     |
| 6  | Franz Engstler     | Liqui Moly Team Engstler             | BMW 320 TC           | Y     |
| 7  | Charles Ng         | Liqui Moly Team Engstler             | BMW 320 TC           | Y     |
| 8  | Michaił Kozłowskij | LADA Sport Lukoil                    | Łada Granta          | M     |
| 9  | Alex MacDowall     | Bamboo Engineering                   | Chevrolet Cruze 1.6T | Y     |
| 10 | James Thompson     | LADA Sport Lukoil                    | Łada Granta          | M     |
| 12 | Yvan Muller        | RML                                  | Chevrolet Cruze 1.6T |       |
| 14 | James Nash         | Bamboo Engineering                   | Chevrolet Cruze 1.6T | Y     |
| 15 | Tom Coronel        | ROAL Motorsport                      | BMW 320 TC           |       |
| 17 | Michel Nykjær      | Nika Racing                          | Chevrolet Cruze 1.6T | Y     |
| 18 | Tiago Monteiro     | Castrol Honda World Touring Car Team | Honda Civic WTCC     | M     |
| 19 | Fernando Monje     | Campos Racing                        | SEAT León WTCC       | Y     |
| 21 | Nikołaj Karamyszew | Campos Racing                        | SEAT León WTCC       | Y     |
| 23 | Tom Chilton        | RML                                  | Chevrolet Cruze 1.6T |       |
| 25 | Mehdi Bennani      | Proteam Racing                       | BMW 320 TC           | Y     |
| 26 | Stefano D'Aste     | PB Racing                            | BMW 320 TC           | Y     |
| 37 | René Münnich       | ALL-INKL.COM Münnich Motorsport      | SEAT León WTCC       | Y     |
| 38 | Marc Basseng       | ALL-INKL.COM Münnich Motorsport      | SEAT León WTCC       |       |
| 55 | Darryl O’Young     | ROAL Motorsport                      | BMW 320 TC           | Y     |
| 73 | Fredy Barth        | Wiechers-Sport                       | BMW 320 TC           | Y     |
| 74 | Pepe Oriola        | Tuenti Racing Team                   | SEAT León WTCC       |       |
| Nr | Kierowca           | Zespół                               | Samochód             | Klasa |

| Symbol | Klasa                                   |
| ------ | --------------------------------------- |
| M      | Producent (Manufacturers' Championship) |
| Y      | Niezależny (Yokohama Trophy)            |

## Wyniki

### Sesje treningowe
| Sesja | Nr | Kierowca    | Zespół          | Samochód             | Czas     | Okr. |
| ----- | -- | ----------- | --------------- | -------------------- | -------- | ---- |
| 1     | 15 | Tom Coronel | ROAL Motorsport | BMW 320 TC           | 1:43,574 | 15   |
| 2     | 12 | Yvan Muller | RML             | Chevrolet Cruze 1.6T | 1:43,267 | 12   |

### Kwalifikacje
| Poz.    | Nr      |         | Kierowca                  | Zespół                               | Samochód             | Q1       | Q2       | Poz. s. R1 | Poz. s. R2 | Pkt |
| II etap | II etap | II etap | II etap                   | II etap                              | II etap              | II etap  | II etap  | II etap    | II etap    |     |
| ------- | ------- | ------- | ------------------------- | ------------------------------------ | -------------------- | -------- | -------- | ---------- | ---------- | --- |
| 1       | 12      |         | Yvan Muller               | RML                                  | Chevrolet Cruze 1.6T | 1:43,296 | 1:43,335 | 1          | 9          | 5   |
| 2       | 15      |         | Tom Coronel               | ROAL Motorsport                      | BMW 320 TC           | 1:42,966 | 1:43,405 | 2          | 8          | 4   |
| 3       | 1       |         | Robert Huff               | ALL-INKL.COM Münnich Motorsport      | SEAT León WTCC       | 1:43,705 | 1:43,466 | 3          | 7          | 3   |
| 4       | 5       |         | Norbert Michelisz         | Zengő Motorsport                     | Honda Civic WTCC     | 1:43,829 | 1:43,772 | 4          | 6          | 2   |
| 5       | 3       |         | Gabriele Tarquini         | Castrol Honda World Touring Car Team | Honda Civic WTCC     | 1:43,759 | 1:43,840 | 5          | 5          | 1   |
| 6       | 10      |         | James Thompson (kierowca) | LADA Sport Lukoil                    | Łada Granta          | 1:43,481 | 1:43,982 | 6          | 4          |     |
| 7       | 74      |         | Pepe Oriola               | Tuenti Racing Team                   | SEAT León WTCC       | 1:43,450 | 1:43,992 | 7          | 3          |     |
| 8       | 17      | Y       | Michel Nykjær             | Nika Racing                          | Chevrolet Cruze 1.6T | 1:43,669 | 1:44,157 | 8          | 2          |     |
| 9       | 7       | Y       | Charles Ng                | Liqui Moly Team Engstler             | BMW 320 TC           | 1:43,740 | 1:44,421 | 9          | 22         |     |
| 10      | 25      | Y       | Mehdi Bennani             | Proteam Racing                       | BMW 320 TC           | 1:43,674 | 1:44,438 | 10         | 1          |     |
| 11      | 14      | Y       | James Nash                | Bamboo Engineering                   | Chevrolet Cruze 1.6T | 1:43,699 | 1:45,119 | 11         | 10         |     |
| 12      | 23      |         | Tom Chilton               | RML                                  | Chevrolet Cruze 1.6T | 1:43,262 | 1:45,240 | 12         | 11         |     |
| I etap  |         |         |                           |                                      |                      |          |          |            |            |     |
| 13      | 73      | Y       | Fredy Barth               | Wiechers-Sport                       | BMW 320 TC           | 1:43,850 | –        | 13         |            |     |
| 14      | 55      | Y       | Darryl O’Young            | ROAL Motorsport                      | BMW 320 TC           | 1:44,060 | –        | 14         | 12         |     |
| 15      | 38      |         | Marc Basseng              | ALL-INKL.COM Münnich Motorsport      | SEAT León WTCC       | 1:44,150 | –        | 15         | 13         |     |
| 16      | 9       | Y       | Alex MacDowall            | Bamboo Engineering                   | Chevrolet Cruze 1.6T | 1:44,193 | –        | 16         | 14         |     |
| 17      | 26      | Y       | Stefano D'Aste            | PB Racing                            | BMW 320 TC           | 1:44,265 | –        | 17         | 15         |     |
| 18      | 8       |         | Michaił Kozłowskij        | LADA Sport Lukoil                    | Łada Granta          | 1:44,435 | –        | 18         | 16         |     |
| 19      | 6       | Y       | Franz Engstler            | Liqui Moly Team Engstler             | BMW 320 TC           | 1:44,476 | –        | 19         | 17         |     |
| 20      | 18      |         | Tiago Monteiro            | Castrol Honda World Touring Car Team | Honda Civic WTCC     | 1:44,610 | –        | 21         | 18         |     |
| 21      | 37      | Y       | René Münnich              | ALL-INKL.COM Münnich Motorsport      | SEAT León WTCC       | 1:44,685 | –        | 20         | 19         |     |
|         | 19      | Y       | Fernando Monje            | Campos Racing                        | SEAT León WTCC       |          | –        | 22         | 20         |     |
|         | 21      | Y       | Nikołaj Karamyszew        | Campos Racing                        | SEAT León WTCC       |          | –        | 23         | 21         |     |

#### Warunki atmosferyczne[1]
| Temperatura toru      | 29 °C |
| Temperatura powietrza | 22 °C |
| Słońce                | nie   |
| Opady deszczu         | tak   |
| Mokro                 |       |

### Wyścig 1
| Poz.              | +/- | Nr |   | Kierowca           | Zespół                               | Samochód             | Okr. | Czas/Strata | Pkt. | Komentarz |
| ----------------- | --- | -- | - | ------------------ | ------------------------------------ | -------------------- | ---- | ----------- | ---- | --------- |
| 1                 |     | 12 |   | Yvan Muller        | RML                                  | Chevrolet Cruze 1.6T | 15   | 51:37,955   | 25   |           |
| 2                 |     | 15 |   | Tom Coronel        | ROAL Motorsport                      | BMW 320 TC           | 15   | +0,511      | 18   |           |
| 3                 | 1   | 5  |   | Norbert Michelisz  | Zengő Motorsport                     | Honda Civic WTCC     | 15   | +5,327      | 15   |           |
| 4                 | 1   | 1  |   | Robert Huff        | ALL-INKL.COM Münnich Motorsport      | SEAT León WTCC       | 15   | +6,685      | 12   |           |
| 5                 | 1   | 10 |   | James Thompson     | LADA Sport Lukoil                    | Łada Granta          | 15   | +10,549     | 10   |           |
| 6                 | 1   | 3  |   | Gabriele Tarquini  | Castrol Honda World Touring Car Team | Honda Civic WTCC     | 15   | +10,718     | 8    |           |
| 7                 | 1   | 17 | Y | Michel Nykjær      | Nika Racing                          | Chevrolet Cruze 1.6T | 15   | +11,053     | 6    |           |
| 8                 | 3   | 14 | Y | James Nash         | Bamboo Engineering                   | Chevrolet Cruze 1.6T | 15   | +15,047     | 4    |           |
| 9                 | 3   | 23 |   | Tom Chilton        | RML                                  | Chevrolet Cruze 1.6T | 15   | +15,420     | 2    |           |
| 10                | 7   | 26 | Y | Stefano D'Aste     | PB Racing                            | BMW 320 TC           | 15   | +15,571     | 1    |           |
| 11                | 1   | 25 | Y | Mehdi Bennani      | Proteam Racing                       | BMW 320 TC           | 15   | +16,111     |      |           |
| 12                | 9   | 18 |   | Tiago Monteiro     | Castrol Honda World Touring Car Team | Honda Civic WTCC     | 15   | +18,257     |      |           |
| 13                | 3   | 9  | Y | Alex MacDowall     | Bamboo Engineering                   | Chevrolet Cruze 1.6T | 15   | +20,716     |      |           |
| 14                | 4   | 8  |   | Michaił Kozłowskij | LADA Sport Lukoil                    | Łada Granta          | 15   | +29,113     |      |           |
| 15                | 7   | 19 | Y | Fernando Monje     | Campos Racing                        | SEAT León WTCC       | 15   | +29,269     |      |           |
| 16                | 4   | 37 | Y | René Münnich       | ALL-INKL.COM Münnich Motorsport      | SEAT León WTCC       | 15   | +31,673     |      |           |
| 17                | 10  | 74 |   | Pepe Oriola        | Tuenti Racing Team                   | SEAT León WTCC       | 15   | +44,252     |      |           |
| 18                | 3   | 38 |   | Marc Basseng       | ALL-INKL.COM Münnich Motorsport      | SEAT León WTCC       | 15   | +49,996     |      |           |
| 19                |     | 6  | Y | Franz Engstler     | Liqui Moly Team Engstler             | BMW 320 TC           | 13   | +2 okr.     |      |           |
| 20                | 6   | 55 | Y | Darryl O’Young     | ROAL Motorsport                      | BMW 320 TC           | 12   | +3 okr.     |      |           |
| 21                | 2   | 21 | Y | Nikołaj Karamyszew | Campos Racing                        | SEAT León WTCC       | 12   | +3 okr.     |      |           |
| Niesklasyfikowani |     |    |   |                    |                                      |                      |      |             |      |           |
|                   |     | 73 | Y | Fredy Barth        | Wiechers-Sport                       | BMW 320 TC           | 0    |             |      |           |
|                   |     | 7  | Y | Charles Ng         | Liqui Moly Team Engstler             | BMW 320 TC           | 0    |             |      |           |

#### Najszybsze okrążenie
| Nr | Kierowca    | Zespół          | Samochód   | Czas     | Okr. |
| -- | ----------- | --------------- | ---------- | -------- | ---- |
| 15 | Tom Coronel | ROAL Motorsport | BMW 320 TC | 1:44,179 | 8    |

#### Warunki atmosferyczne[1]
| Temperatura toru      | 27 °C |
| Temperatura powietrza | 22 °C |
| Słońce                | tak   |
| Opady deszczu         | nie   |
| Sucho                 |       |

### Wyścig 2
| Poz.              | +/- | Nr |   | Kierowca           | Zespół                               | Samochód             | Okr. | Czas/Strata | Pkt. | Komentarz |
| ----------------- | --- | -- | - | ------------------ | ------------------------------------ | -------------------- | ---- | ----------- | ---- | --------- |
| 1                 | 1   | 17 | Y | Michel Nykjær      | Nika Racing                          | Chevrolet Cruze 1.6T | 13   | 22:53,698   | 25   |           |
| 2                 | 7   | 12 |   | Yvan Muller        | RML                                  | Chevrolet Cruze 1.6T | 13   | +0,379      | 18   |           |
| 3                 | 4   | 1  |   | Robert Huff        | ALL-INKL.COM Münnich Motorsport      | SEAT León WTCC       | 13   | +6,418      | 15   |           |
| 4                 | 1   | 74 |   | Pepe Oriola        | Tuenti Racing Team                   | SEAT León WTCC       | 13   | +7,494      | 12   |           |
| 5                 | 1   | 5  |   | Norbert Michelisz  | Zengő Motorsport                     | Honda Civic WTCC     | 13   | +8,075      | 10   |           |
| 6                 | 5   | 23 |   | Tom Chilton        | RML                                  | Chevrolet Cruze 1.6T | 13   | +8,682      | 8    |           |
| 7                 | 2   | 3  |   | Gabriele Tarquini  | Castrol Honda World Touring Car Team | Honda Civic WTCC     | 13   | +9,537      | 6    |           |
| 8                 | 7   | 26 | Y | Stefano D'Aste     | PB Racing                            | BMW 320 TC           | 13   | +10,306     | 4    |           |
| 9                 | 3   | 55 | Y | Darryl O’Young     | ROAL Motorsport                      | BMW 320 TC           | 13   | +13,427     | 2    |           |
| 10                |     | 14 | Y | James Nash         | Bamboo Engineering                   | Chevrolet Cruze 1.6T | 13   | +14,223     | 1    |           |
| 11                | 3   | 9  | Y | Alex MacDowall     | Bamboo Engineering                   | Chevrolet Cruze 1.6T | 13   | +16,581     |      |           |
| 12                | 6   | 18 |   | Tiago Monteiro     | Castrol Honda World Touring Car Team | Honda Civic WTCC     | 13   | +17,560     |      |           |
| 13                |     | 38 |   | Marc Basseng       | ALL-INKL.COM Münnich Motorsport      | SEAT León WTCC       | 13   | +18,776     |      |           |
| 14                | 6   | 15 |   | Tom Coronel        | ROAL Motorsport                      | BMW 320 TC           | 13   | +20,716     |      |           |
| 15                | 2   | 6  | Y | Franz Engstler     | Liqui Moly Team Engstler             | BMW 320 TC           | 13   | +21,031     |      |           |
| 16                | 15  | 25 | Y | Mehdi Bennani      | Proteam Racing                       | BMW 320 TC           | 13   | +22,834     |      |           |
| 17                | 4   | 21 | Y | Nikołaj Karamyszew | Campos Racing                        | SEAT León WTCC       | 13   | +23,852     |      |           |
| 18                | 2   | 19 | Y | Fernando Monje     | Campos Racing                        | SEAT León WTCC       | 13   | +24,400     |      |           |
| 19                |     | 37 | Y | René Münnich       | ALL-INKL.COM Münnich Motorsport      | SEAT León WTCC       | 11   | +2 okr.     |      |           |
| Niesklasyfikowani |     |    |   |                    |                                      |                      |      |             |      |           |
|                   |     | 8  |   | Michaił Kozłowskij | LADA Sport Lukoil                    | Łada Granta          | 7    |             |      |           |
|                   |     | 10 |   | James Thompson     | LADA Sport Lukoil                    | Łada Granta          | 4    |             |      |           |
|                   |     | 7  | Y | Charles Ng         | Liqui Moly Team Engstler             | BMW 320 TC           | 1    |             |      |           |
| Nie wystartowali  |     |    |   |                    |                                      |                      |      |             |      |           |
|                   |     | 73 | Y | Fredy Barth        | Wiechers-Sport                       | BMW 320 TC           | -    |             |      |           |

#### Najszybsze okrążenie
| Nr | Kierowca      | Zespół      | Samochód             | Czas     | Okr. |
| -- | ------------- | ----------- | -------------------- | -------- | ---- |
| 17 | Michel Nykjær | Nika Racing | Chevrolet Cruze 1.6T | 1:44.456 | 2    |

#### Warunki atmosferyczne[1]
| Temperatura toru      | 27 °C |
| Temperatura powietrza | 23 °C |
| Słońce                | tak   |
| Opady deszczu         | nie   |
| Sucho                 |       |

## Klasyfikacja po rundzie

### Kierowcy
| Poz.              | +/- | Kierowca              | Starty | Punkty | P1 | P2 | P3 | PP | NO | NS | DK | NW |
| ----------------- | --- | --------------------- | ------ | ------ | -- | -- | -- | -- | -- | -- | -- | -- |
| 1                 |     | Yvan Muller           | 12     | 246    | 4  | 4  | 1  | 3  | 2  | –  | –  | –  |
| 2                 |     | Gabriele Tarquini     | 12     | 133    | 1  | 1  | 3  | 2  | 1  | 2  | –  | –  |
| 3                 | 1   | Michel Nykjær         | 12     | 127    | 3  | 1  | -  | 1  | 1  | -  | -  | –  |
| 4                 | 1   | James Nash            | 12     | 113    | 1  | 1  | 1  | 1  | -  | -  | –  | -  |
| 5                 |     | Robert Huff           | 12     | 107    | 1  | –  | 1  | –  | 1  | –  | –  | –  |
| 6                 | 3   | Norbert Michelisz     | 12     | 90     | -  | 1  | 3  | –  | -  | 1  | –  | –  |
| 7                 | 1   | Tom Coronel           | 12     | 88     | 1  | 1  | –  | 1  | 1  | –  | –  | –  |
| 8                 | 2   | Tom Chilton           | 12     | 87     | –  | 1  | 1  | -  | 2  | 3  | –  | –  |
| 9                 | 2   | Alex MacDowall        | 12     | 73     | -  | -  | 2  | 1  | 2  | 1  | –  | –  |
| 10                | 1   | Pepe Oriola           | 12     | 67     | 1  | -  | -  | –  | 1  | 2  | –  | -  |
| 11                | 1   | Tiago Monteiro        | 11     | 60     | -  | 2  | –  | –  | –  | 2  | –  | 1  |
| 12                |     | Mehdi Bennani         | 12     | 43     | –  | 1  | -  | 1  | –  | –  | –  | –  |
| 13                |     | Marc Basseng          | 12     | 28     | –  | –  | –  | –  | –  | 1  | –  | –  |
| 14                | 3   | James Thompson        | 12     | 13     | –  | –  | –  | -  | –  | 3  | –  | 2  |
| 15                | 1   | Fredy Barth           | 11     | 9      | –  | –  | –  | –  | –  | 2  | –  | 1  |
| 16                | 2   | Stefano D'Aste        | 11     | 7      | –  | –  | –  | –  | –  | 2  | –  | 1  |
| 17                | 1   | Darryl O’Young        | 11     | 6      | –  | –  | –  | 1  | –  | 1  | –  | 1  |
| 18                | 3   | Franz Engstler        | 12     | 4      | –  | –  | –  | –  | –  | 2  | –  | -  |
| 19                |     | Charles Ng            | 12     | 1      | –  | –  | –  | -  | –  | 3  | –  | –  |
| 20                |     | Fernando Monje        | 12     | 0      | –  | –  | –  | 1  | –  | 2  | –  | –  |
| 21                |     | Jean-Philippe Dayraut | 2      | 0      | –  | –  | –  | –  | –  | –  | –  | –  |
| 22                |     | Hugo Valente          | 3      | 0      | –  | –  | –  | –  | –  | –  | –  | 1  |
| 23                |     | Michaił Kozłowskij    | 10     | 0      | –  | –  | –  | –  | –  | –  | 1  | –  |
| 24                |     | René Münnich          | 12     | 0      | –  | –  | –  | –  | –  | 1  | –  | -  |
| 25                |     | Tom Boardman          | 6      | 0      | –  | –  | –  | –  | –  | 2  | –  | 2  |
| 26                |     | Nikołaj Karamyszew    | 2      | 0      | –  | –  | –  | –  | –  | 2  | –  | 2  |
| Niesklasyfikowani |     |                       |        |        |    |    |    |    |    |    |    |    |
| –                 |     | Aleksiej Dudukało     | 0      | –      | –  | –  | –  | –  | –  | –  | –  | 2  |
| Poz.              | +/- | Kierowca              | Starty | Punkty | P1 | P2 | P3 | PP | NO | NS | DK | NW |

### Producenci
| Poz. | +/- | Producent | Starty | Punkty | P1 | P2 | P3 | PP | NO | NS | DK | NW |
| ---- | --- | --------- | ------ | ------ | -- | -- | -- | -- | -- | -- | -- | -- |
| 1    |     | Honda     | 12     | 509    | 1  | 3  | 5  | 2  | 1  | 2  | –  | 1  |
| 2    |     | Łada      | 10     | 283    | –  | –  | –  | –  | –  | 4  | –  | 4  |
| Poz. | +/- | Producent | Starty | Punkty | P1 | P2 | P3 | PP | NO | NS | DK | NW |